# 中日通商章程
《中日通商章程》，全称《中日通商章程：海关税则》，為中國（清朝）和日本於1871年（清同治十年，日本明治四年）9月13日簽訂的條約，与《中日修好条规》同日签定。中方代表为直隸總督李鴻章，日方代表為大藏卿伊達宗城。1872年（清同治十一年，日本明治五年），日本提議修改此條約。1873年（清同治十二年，日本明治六年），清朝政府派李鴻章與日本使節在天津進行換約。 
《中日通商章程》共33款，作为中日平等贸易的法理依据。其中第一款规定中国对日本开放此前已经对西方列强开放的15个沿海沿江口岸，日本对中国开放此前已经对西方列强开放的8个沿海口岸，从而废止了德川幕府时期的锁国政策，打开了中日贸易全面发展的大门。
自1871年《中日通商章程》签署以后，两国间的贸易获得了快速发展。到1894年中日甲午战争爆发前，两国间的进出口贸易总值增长了五倍。